# Gerhard Henschel (Maler)
Gerhard Henschel (* 14. Oktober 1938 in Breslau; † 16. Oktober 2022) war ein deutscher Maler, Grafiker und Formgestalter.

## Leben und Werk

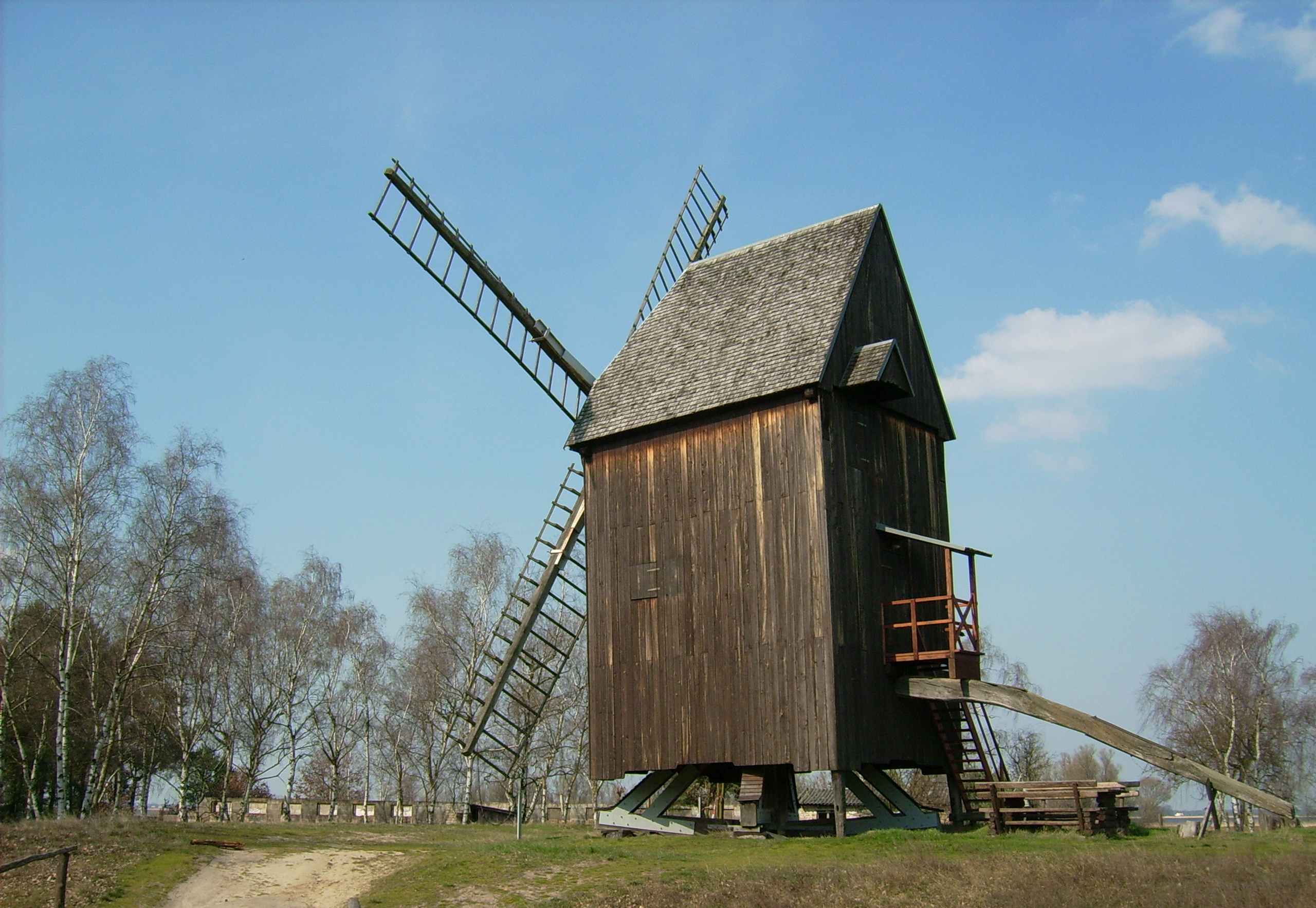
Bockwindmühle in Prietzen

Die Familie Henschels kam in der Folge des Zweiten Weltkrieges aus Niederschlesien in die Sowjetische Besatzungszone nach Schipkau. Dort besuchte Henschel von 1946 bis 1953 die Grundschule. Danach machte er bis 1959 eine Schlosserlehre. Von 1956 bis 1959 absolvierte er an der Ingenieurschule Zwickau ein Ingenieurstudium. Nach der Tätigkeit in seinem Beruf studierte er von 1961 bis 1968 bei Rudi Högner und Ernst Rudolf Vogenauer an der Kunsthochschule Berlin-Weißensee. Er schloss als Diplom-Formgestalter ab. Danach arbeitete er in Berlin und ab 1976 in Rathenow als freischaffender Maler, Grafiker und Plastiker.
Henschel war ein tiefgläubiger Mensch und setzte sich immer wieder auch künstlerisch mit Glauben und Religion auseinander. Das von ihm als eines von acht Farbglasfenstern im Chor der Rathenower Stadtkirche St. Marien und Andreas geschaffene „Toleranzfenster“ „ist einzigartig weltweit. Es zeigt oben Jesus Christus mit angedeuteter Krone, unten ist der blaue Davidsstern zu sehen und links erblickt man den grünen Halbmond für Islam und rechts das Zeichen Yin-Yang für Buddhismus. Dieses „Geöffnete Kreuz“, wie es der Künstler genannt hat, zeigt, dass Jesus Christus offen ist für alle Menschen.“
Henschel leitete in jüngeren Jahren einen Evangelischen Bibelkreis in Rathenow, gehörte viele Jahre dem Gemeindekirchenrat der Evangelischen Kirchengemeinde von St. Marien und Andreas an und arbeitete beim Kunst-Dienst der evangelischen Kirche mit.
Mit Künstlerkollegen hielt er sich häufig in der Bockwindmühle am Gülper See in Prietzen auf, wo er auch Malunterricht gab. 1987 unternahm er eine Studienreise in die Sowjetunion.
2016 wurde bei Henschel Demenz diagnostiziert. Ab Dezember 2017 lebte er in einem Potsdamer Pflegeheim.
Henschel war seit 1966 mit Theda Grünefeld verheiratet. Ihre Kinder sind Martin und Heide Henschel.
Er wurde auf dem evangelischen Friedhof Rathenow beigesetzt.

## Mitgliedschaften
- 1968 bis 1990: Verband Bildender Künstler der DDR, dort ab 1976 Leiter der Potsdamer Bezirks-Arbeitsgemeinschaft „Bildnerisches Gestalten“
- ab 1980: Brandenburger Verband bildender Künstler

## Selbstreflexion
„Bilder sind für mich Wege des Verstehens, Glaubens und Hoffens. Das Wichtigste, was wir unseren Nachkommen zu übergeben haben: Hoffnung.“

## Sakrale Kunstwerke
- Altarbild in Form eines Kreuzes (1982; Rathenow, Lutherkirche)
- Innenausstattung der Potsdamer Sternkirche (eingeweiht am 2. Januar 1990; mit dem Bildhauer Steffen Mertens, * 1943)
- Acht Farbglasfenster (1996 bis 2000; Rathenow, Chor der Kirche St. Marien und Andreas)[3]

## Ausstellungen (unvollständig)

### Einzelausstellungen
- 1984: Berlin
- 1985: Potsdam
- 2014: Rathenow, Torhaus
- 2019: Rathenow, Sankt-Marien-Andreas-Kirche („Form und Farbe“; Verkaufsausstellung)
- 2022: Rathenow („Retrospektive“)

### Ausstellungsbeteiligungen
- 1984 und 1989: Potsdam, Bezirkskunstausstellungen
- 1985: Potsdam, Kunstausstellung Potsdam
- 1987: Potsdam, Impressionen aus der Sowjetunion